# Helina honesta
Helina honesta är en tvåvingeart som först beskrevs av Johann Wilhelm Meigen 1826.  Helina honesta ingår i släktet Helina och familjen husflugor.
Artens utbredningsområde är Tyskland. Inga underarter finns listade i Catalogue of Life.